# Воробьёва, Александра Андреевна
Алекса́ндра Андре́евна Воробьёва (род. 24 декабря 1989, Энгельс, Саратовская область, РСФСР, СССР) — российская певица, победительница третьего сезона телешоу «Голос» (2014 год) на Первом канале.

## Биография
Александра Воробьёва родилась в городе Энгельс. Мать — профессиональный музыкант, концертмейстер и учитель игры на фортепиано. Отец работал технологом на предприятии, но тоже увлекался музыкой — участвовал в любительском ансамбле, обучал игре на гитаре.
Музыкой Саша начала заниматься в шесть лет. Сначала освоила игру на фортепиано, скрипке и ударных инструментах, затем занялась вокалом. Со школьных лет увлекалась фольклором, любила петь русские народные песни и мечтала о создании фольклорного коллектива.
Окончила детскую музыкальную школу в Энгельсе, Саратовский областной колледж искусств по классу классическое фортепиано. Завершив учёбу в Саратове переехала жить в Москву и продолжила образование в академии им. Гнесиных по направлению «эстрадно-джазовый вокал», которую закончила в 2013 году.
Несколько лет выступала в составе кавер-группы «Spotlight Band» на клубных площадках Москвы. По совету музыкантов группы подала заявку на участие в телешоу «Голос» и, успешно пройдя кастинг, попала на телесъёмки.

## Участие в телешоу «Голос»
На «слепом» прослушивании Александра исполнила песню Chandelier, которую в оригинале исполняет Sia, во время которой к ней повернулись трое судей — Дима Билан, Александр Градский и Пелагея (не повернулся только Леонид Агутин). Саша выбрала в качестве наставника Градского, объяснив свой выбор тем, что её дедушка, музыкант, заслуженный работник культуры РФ Вячеслав Хохлачёв в своё время являлся его фанатом.
26 декабря 2014 года, в финале шоу, вместе со своим наставником Александра исполнила песню «Любимая, спи!» на стихи Евгения Евтушенко, а затем вышла на сцену с композицией «Лебединая верность» на стихи Андрея Дементьева и с попурри из знаменитых мелодий легендарного мюзикла «Призрак оперы». По результатам зрительского голосования, опередив Ярослава Дронова (занявшего второе место) и Александра Бона (третье место) Воробьёва победила в шоу «Голос» на Первом канале. В финальном туре из 1 200 000 зрительских голосов за неё проголосовали 55,4 % телезрителей.
Как победительница шоу, певица заключила контракт со звукозаписывающей студией Universal Music Russia, однако условия контракта выполнены не были: дата записи новых треков постоянно переносилась, а в итоге лейбл ушёл из России.

Сразу по завершению шоу Александра вместе с другими участниками телешоу (Диной Гариповой, Валентиной Бирюковой и Полиной Конкиной) отправилась в концертный тур по городам России «Два часа „Голоса“», выступив более чем в 30 городах страны. 
Александра Воробьёва: «Только после этих гастролей узнала, что значит быть артистом на самом деле. Работаю над собственным репертуаром. Выбираю стиль. Мне присылают достаточно много песен на выбор, пытаюсь и сама что-то писать. Иногда получается, иногда не очень. Не могу сказать, что на меня свалилась бешеная популярность». 

## Дальнейшая карьера
В 2015 году Александр Градский предложил Воробьёвой присоединиться к труппе его театра. Она участвует в мюзиклах и концертах театра, исполняет каверы на АВВА, Майкла Джексона, The Beatles, Queen и других исполнителей, записывает собственные песни.
В 2016 представила публике сольную концертную программу, выступив с концертами в Москве и у себя на родине в Саратове. Выступает с музыкантами, которые ранее играли с ней в кавер-группе.
После смерти Александра Градского продюсированием певицы занялся Сергей Пудовкин (продюсер Витаса, Глеба Матвейчука, Анастасии Макеевой и др.). Он занимается организацией концертных выступлений певицы и промоутерством.
Дебютный мини-альбом «Космос» Александра выпустила на собственные средства, дата релиза — 25 октября 2019. Альбом включает 5 песен в жанре фьюжн-поп с элементами нео-соула, джаза и электроники. Обложку сингла «Твори» певица оформила своей детской фотографией. 27 апреля 2023 года состоялась премьера первого клипа — на песню «Отпусти».

## Дискография

### Миниальбомы
| Название | Год выхода | Лейбл          |
| -------- | ---------- | -------------- |
| Космос   | 2019       | Саша Воробьёва |

### Синглы
| Год выхода | Название         |
| ---------- | ---------------- |
| 2016       | Останови метель  |
| 2020       | Твори            |
| 2020       | Мечтатели        |
| 2021       | Любви волна      |
| 2021       | Выход            |
| 2021       | Мир сошёл с ума  |
| 2022       | Домой            |
| 2023       | Отпусти          |
| 2023       | Прости           |
| 2023       | Осень за окном   |
| 2024       | Забудь           |
| 2025       | Заново           |
| 2025       | Сиять ярче звёзд |
| 2025       | Ход королевы     |